# 9749 Van den Eijnde
A 9749 Van den Eijnde (ideiglenes jelöléssel 1989 GC1) a Naprendszer kisbolygóövében található aszteroida. Eric Walter Elst fedezte fel 1989. április 3-án.